# Campionati europei di ciclismo su pista - Keirin maschile Juniores e Under-23
Il keirin maschile è uno degli eventi inseriti nel programma dei campionati europei di ciclismo su pista. Dal 2001 è inserito nel programma dei campionati riservati a Juniores e Under-23, mentre dal 2010 è inserito anche nel programma dei campionati Elite.

## Albo d'oro

### Juniores
Aggiornato all'edizione 2014.
| Anno | Vincitore                | Secondo            | Terzo            |
| ---- | ------------------------ | ------------------ | ---------------- |
| 2003 | Michail Šichalev         | Grégory Baugé      | Michał Tokarz    |
| 2004 | Matthew Crampton         | Francesco Kanda    | Michail Šichalev |
| 2005 | David Wilken             | Christos Volikakis | Denis Špička     |
| 2006 | Jason Kenny              | Vladimir Chozov    | Denis Špička     |
| 2007 | Andrea Guardini          | Christian Lyte     | David Daniell    |
| 2008 | Charlie Conord           | Steven Hill        | Juan Peralta     |
| 2009 | Konstantinos Karageorgos | Alexander Reinelt  | Kévin Guillot    |
| 2010 | Benjamin Edelin          | Kévin Guillot      | Nikita Balunov   |
| 2011 | John Paul                | Max Niederlag      | Julien Palma     |
| 2012 | Mateusz Lipa             | Matthew Rotherham  | Johannes Keuchek |
| 2013 | Aleksandr Dubčenko       | Jan May            | Ŭladzislaŭ Novik |
| 2014 | Patryk Rajkowski         | Moritz Meissner    | Jiří Fanta       |

### Under-23
Aggiornato all'edizione 2014.
| Anno | Vincitore            | Secondo                 | Terzo                |
| ---- | -------------------- | ----------------------- | -------------------- |
| 2001 | Andrij Vynokurov     | José Antonio Villanueva | Teun Mulder          |
| 2002 | Theo Bos             | Vladimir Kiricev        | Łukasz Kwiatkowski   |
| 2003 | Teun Mulder          | Theo Bos                | Damian Zieliński     |
| 2004 | Andrij Vynokurov     | Franck Durivaux         | Michael Seidenbecher |
| 2005 | Michael Seidenbecher | Didier Henriette        | Adam Ptáčník         |
| 2006 | Michail Šichalev     | Maximilian Levy         | Michael Seidenbecher |
| 2007 | Kévin Sireau         | Matthew Crampton        | Grégory Baugé        |
| 2008 | Matthew Crampton     | Michaël D'Almeida       | Denis Špička         |
| 2009 | Maximilian Levy      | Jason Kenny             | Christos Volikakis   |
| 2010 | Joachim Eilers       | Quentin Lafargue        | Denis Špička         |
| 2011 | Stefan Bötticher     | Joachim Eilers          | Marc Schröder        |
| 2012 | Stefan Bötticher     | Krzysztof Maksel        | Marc Schröder        |
| 2013 | Pavel Kelemen        | Benjamin Edelin         | Erik Balzer          |
| 2014 | Nikita Šuršin        | Matthijs Büchli         | Mateusz Lipa         |